# Tauxigny-Saint-Bauld
Tauxigny-Saint-Bauld ist eine französische Gemeinde mit 1.683 Einwohnern (Stand: 1. Januar 2022) im Département Indre-et-Loire in der Region Centre-Val de Loire; Tauxigny gehört zum Arrondissement Loches und zum Kanton Loches.
Sie entstand als Commune nouvelle mit Wirkung vom 1. Januar 2018 durch den Zusammenschluss der beiden Gemeinden Tauxigny und Saint-Bauld, von denen lediglich Saint-Bauld in der neuen Gemeinde den Status einer Commune déléguée erhalten hat.

## Gliederung
| Ortsteil                     | ehemaliger INSEE-Code | Fläche (km²) | Einwohnerzahl (2016) |
| ---------------------------- | --------------------- | ------------ | -------------------- |
| Saint-Bauld                  | 37209                 | 04,11        | .0195                |
| Tauxigny (Verwaltungssitz)00 | 37254                 | 36,83        | 1.470                |

## Geographie
Tauxigny-Saint-Bauld liegt etwa 31 Kilometer südöstlich von Tours am Échandon. Umgeben wird Tauxigny-Saint-Bauld von den Nachbargemeinden Saint-Branchs im Norden und Westen, Cormery im Norden, Courçay im Nordosten, Reignac-sur-Indre im Osten, Dolus-le-Sec im Südosten, Manthelan im Süden, Le Louroux im Süden und Südwesten sowie Louans im Westen und Südwesten.

## Sehenswürdigkeiten
- Kirche Saint-Martin in Tauxigny
- Kirche Saint-Bauld
- Schloss Fontenay-Isoré aus dem 15. Jahrhundert

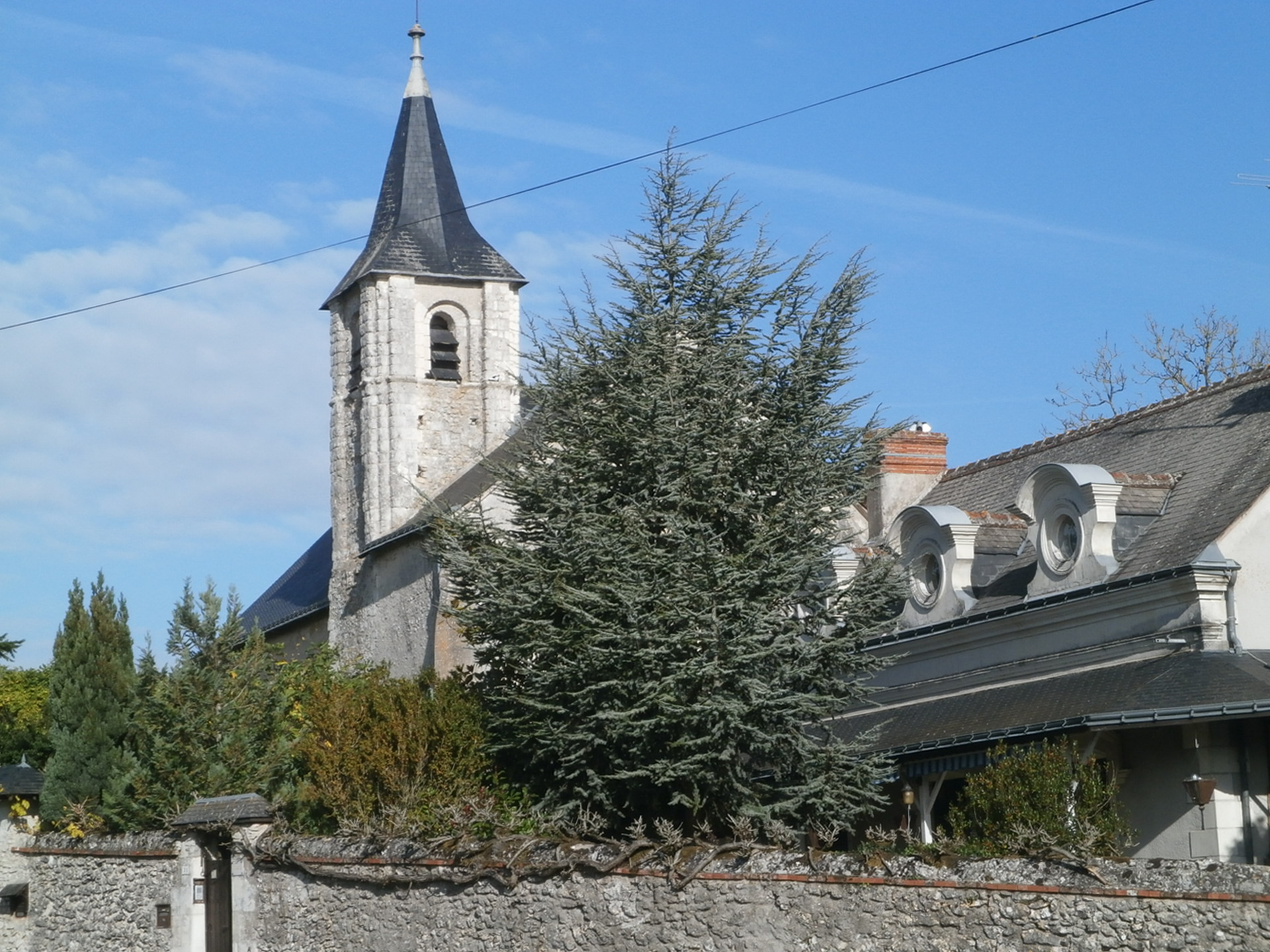
Kirche Saint-Bauld
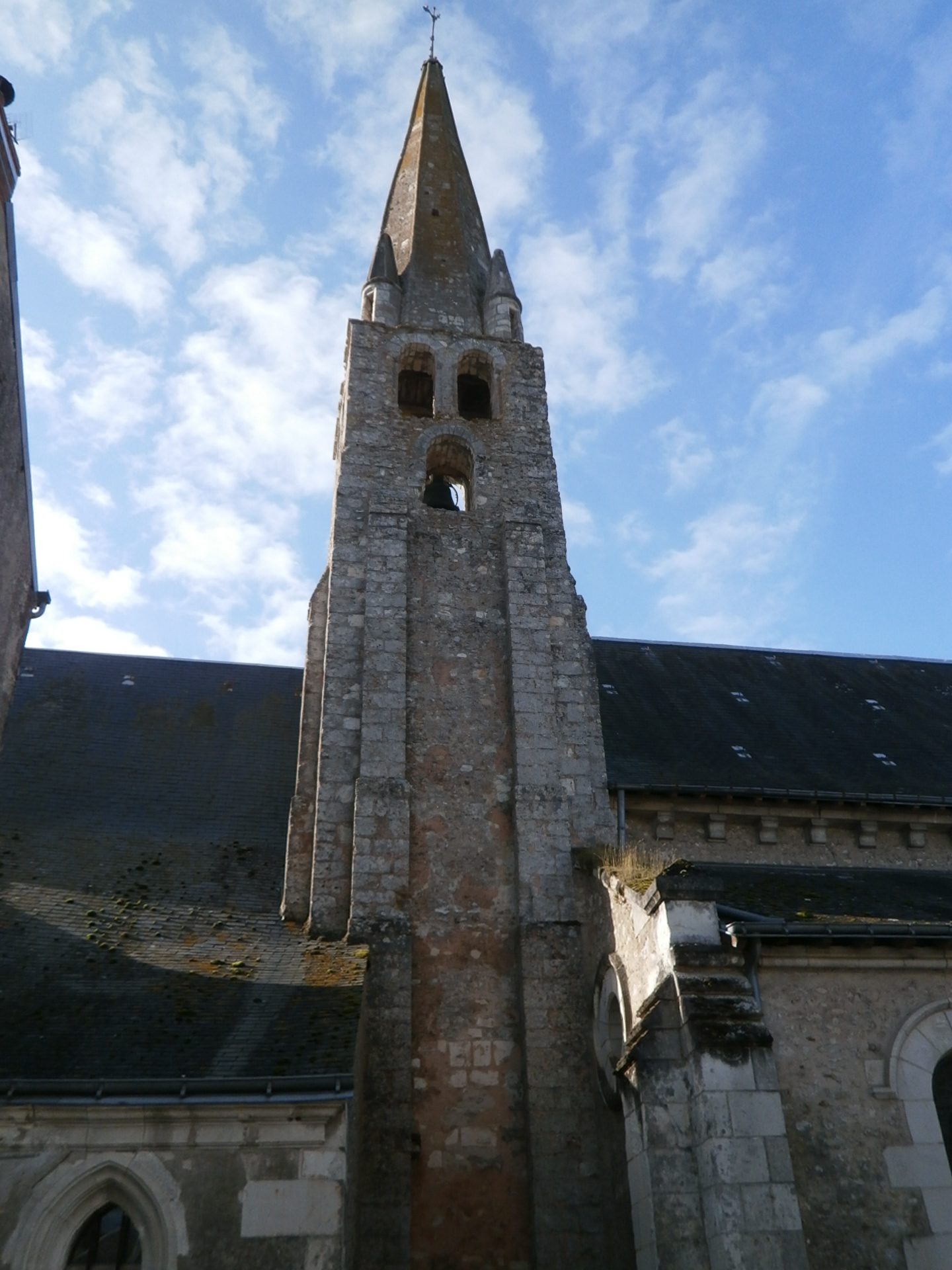
Kirche Saint-Martin